# Golden Odyssey (Schiff, 2015)
Die Golden Odyssey ist eine Megayacht, welche mit einer Länge von 123 Metern die derzeit (Stand: 2023) achtundzwanzig-längste Yacht der Welt ist.

## Geschichte
Die Yacht wurde auf der Lürssen-Werft gebaut und 2015 abgeliefert. Das Außendesign wurde von Martin Francis und das Interieur von Alberto Pinto gestaltet.

## Beschlagnahme
Der ursprüngliche Besitzer der Yacht war der saudische Prinz Khalid ibn Sultan, dem die Yacht über die Offshore-Firma „Kal Marine Limited“ in Bermuda gehörte. Kal Marine Limited nahm 2013 bei der Deutschen Bank Luxemburg einen Kredit auf, in welchem sie die Golden Odyssey als Sicherheit angaben. Nach nicht getätigten Rückzahlungen und ignorierten Anrufen konfiszierte die Bank die Yacht, nachdem sie in den Hafen auf Malta eingelaufen war. Die Yacht wurde anschließend für 150 Millionen Euro an „East Thrive Peace Limited“ versteigert.